# Ravna, Varna
Ravna (în bulgară Равна) este un sat în comuna Provadia, regiunea Varna,  Bulgaria. 

## Demografie
Componența etnică a satului Ravna
     Bulgari (99,32%)
     Nicio identificare (0,67%)
     Altele (0%)
La recensământul din 2011, populația satului Ravna era de 149 locuitori. Din punct de vedere etnic, majoritatea locuitorilor (99,32%) erau bulgari. Pentru 0,67% din locuitori nu este cunoscută apartenența etnică.